# San Antonino Castillo Velasco
San Antonino Castillo Velasco är en kommun i Mexiko.   Den ligger i delstaten Oaxaca, i den sydöstra delen av landet, 400 km sydost om huvudstaden Mexico City. Antalet invånare är 4 829. Arean är 26,8 kvadratkilometer.
Terrängen i San Antonino Castillo Velasco är en högslätt.
Följande samhällen finns i San Antonino Castillo Velasco:
- Lachicuvica